# Attentat de 2009 à Burgos
L'attentat à la voiture piégée de Burgos, survenu le 29 juillet 2009, a blessé au moins 65 personnes après qu'une camionnette transportant plus de 300 kg d'explosifs explosa à l'extérieur d'une caserne de la Garde civile, dans le nord de la ville de Burgos, en Espagne. L'attaque a été revendiquée par le groupe séparatiste basque Euskadi Ta Askatasuna (ETA).
Quelques jours avant l'attaque, la police espagnole avait prévenu que l'organisation pourrait commencer une série d'attaques à la voiture piégée après avoir trouvé de l'information à l'effet que trois camionnettes avaient été transportées en Espagne, dans un document saisi lors de l'arrestation des membres Asier Borrero, Itziar Plaza et Iurgi Garitagoitia quelques semaines avant l'attaque,.

## Attentat
Environ 120 personnes, dont un tiers d'enfants, dormaient dans le bâtiment lorsque la camionnette piégée a explosé à environ 4 heures du matin, heure locale (02h00 UTC), L'explosion a également soufflé la façade du bâtiment et a laissé un cratère de deux mètres de profondeur dans la rue à l'extérieur de la caserne. Elle a fortement endommagé l'immeuble d'habitation de 14 étages ainsi que d'autres édifices voisins.

## Suite
Le lendemain de l'attentat à la bombe, une autre voiture a explosé sur l'île de Majorque et a tué deux membres de la Garde civile, Carlos Sáenz de Tejada García, 28 ans, et Diego Salva Lezaun, 26 ans. Les deux attaques sont survenues quelques heures avant le cinquantième anniversaire de la fondation de l'organisation.